# Hauteville-Lompnes
Pour les articles homonymes, voir Hauteville.
Hauteville-Lompnes (prononcer « lonne » avec un o ouvert comme dans pomme, [otvil lɔn] ) est une ancienne commune française de l'Ain. Le 1er janvier 2019, elle devient commune déléguée et chef-lieu de Plateau d'Hauteville.
Située dans le Haut-Bugey, à environ 66 kilomètres de Bourg-en-Bresse, elle résulte de la fusion, en 1942, des communes d'Hauteville et de Lompnes puis d'une seconde fusion, en 1964, qui engloba les communes rurales de Lacoux et Longecombe.
Ses habitants s'appellent les « Hautevillois ». Toutefois, les habitants de Lompnes étaient parfois appelés les « Cognots » et ceux d'Hauteville, les « Gravellots ».
Cette commune est réputée pour ses centres de soin que sont les maisons de repos et les centres de rééducation. En effet, le calme environnant sur le plateau d'Hauteville et l'air frais sont propices à de telles infrastructures. Aujourd'hui, elle est orientée vers le tourisme. La période hivernale est propice à la pratique du ski — de descente et de fond —, mais aussi des randonnées en raquettes. Durant l'été, d'autres activités sont praticables sur le plateau : cyclisme, VTT, randonnée, pêche, pour citer quelques exemples.

## Géographie
La commune est située sur un haut plateau, dans le Bugey (l'un des quatre pays de l'Ain avec la Dombes, la Bresse et le pays de Gex). Le Bugey est une zone de basse montagne qui fait partie du massif du Jura.
Avec plus de 50 km2 de superficie, Hauteville-Lompnes était la plus vaste commune du département de l'Ain, et ce jusqu'à la création de la commune de Haut-Valromey le 1er janvier 2016. Le 1er janvier 2018, elle passe à la troisième place à la suite de la création de la commune nouvelle de Bâgé-Dommartin.

### Situation

#### Relief
La commune se trouve à une moyenne de 850 mètres d'altitude sur un plateau correspondant à un large val synclinal typique du relief jurassien. Elle est dominée à l'est par le mont de la Rochette dont le point culminant est situé à 1 240 mètres. Le col de la Rochette, long de cinq kilomètres, à 1 112 mètres, permet de basculer dans la vallée du Valromey. C'est le seul accès aux pistes de ski de la Praille : 25 kilomètres de pistes de ski de fond répartis en quatre pistes vertes, une bleue, une rouge et une noire, et cinq parcours raquette.

#### Hydrographie
La commune est traversée par l'Albarine qui prend sa source quelques kilomètres en amont à Brénod. Cette rivière de première catégorie descend le plateau jusqu'à la vallée de l'Ain par la cascade de la Charabotte.
Plusieurs étangs jalonnent le territoire communal dont l'étang des Lésines situé au sud-ouest. Il est un lieu de pêche.
Le long du mont de la Rochette se trouve une curiosité géologique appelée le trou de la Marmitte qui est une cascade d'environ 45 mètres de haut ayant creusé la roche en aval pour former un trou.

#### Voies de communication et transports

##### Voies routières
Le village se trouve à environ 38 kilomètres de l'entrée « Ambérieu » de l'A42, à 27 kilomètres de l'entrée « Pont-d'Ain » de l'A40 et à 25 kilomètres de l'entrée « Saint-Martin-du-Frène » de cette même autoroute.
Hauteville est située le long de la route départementale 8 qui rejoint Corlier, elle est prolongée par la départementale 12 en direction de Bourg-en-Bresse. Au sud-est, la départementale 8 rejoint Artemare qui est prolongée par la départementale 904 en direction de Culoz ou de Belley. Au sud-ouest, la départementale 21 rejoint Tenay.

##### Transports en commun
La commune est desservie par deux lignes de bus, l'une desservant la liaison Hauteville-Tenay (gare SNCF), l'autre assurant la navette -en période scolaire- Hauteville-Belley, via Virieu le Grand (gare SNCF). La gestion en est assurée par délégation du Conseil général de l'Ain.

#### Climat
Une station est ouverte le 1er janvier 1989 à 820 m d'altitude 45,97833, 5,605 puis déplacée le 1er août 1992 à 805 m d'altitude 45,979504, 5,598494.
Le climat y est de type semi-continental froid et sec, ceci grâce à un sous sol karstique. Le volume des précipitations est harmonieusement réparti tout au long de l'année, avec cependant un léger creux en été.

### Urbanisme
Il y a une forte proportion de résidences secondaires à Hauteville-Lompnes.
Ses HLM comme à la Cité Des Fontanettes (surnommés "Les H" par ses habitants), ont les toits triangulaires pour faciliter l'évacuation de la neige en hiver.

#### Morphologie urbaine
Le territoire d'Hauteville-Lompnes est approximativement un carré avec un long prolongement au sud. La frontière est est marquée par la crête du mont de la Rochette. L'autre versant étant la commune de Ruffieu au nord-est et de Lompnieu à l'est-sud-est. La commune de Cormaranche-en-Bugey longe la commune au sud-est jusqu'à Thézillieu au sud-sud-est et Hostiaz au sud-sud-ouest. Puis en remontant, Tenay possède une petite frontière commune avec Hauteville, puis Chaley. À l'ouest se situent les communes d'Évosges puis d'Aranc et enfin au nord se trouve Champdor.
| (Bourg-en-Bresse, Pont-d'Ain par D8) Aranc | (Nantua par D21) Champdor-Corcelles | Ruffieu                              |
| Évosges                                    | Hauteville-Lompnes                  | (Col de la Rochette) Lompnieu        |
| Chaley Tenay (Ambérieu-en-Bugey par D21b)  | Hostiaz - Thézillieu                | Cormaranche-en-Bugey (Belley par D8) |

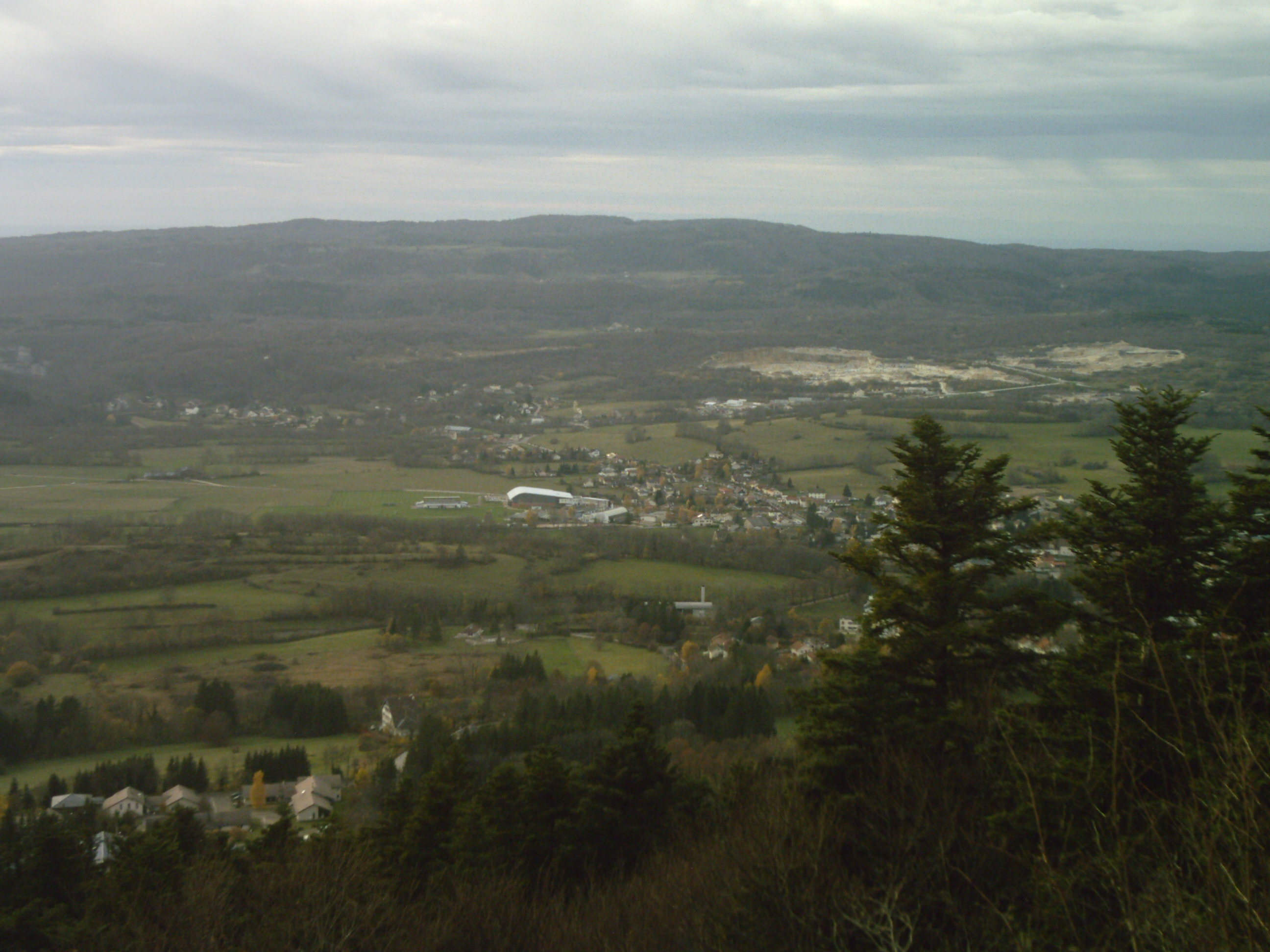
Vue générale d'Hauteville-Lompnes.

La commune est la réunion des anciennes communes d'Hauteville et de Lompnes, mais également de nombreux autres villages, hameaux ou fermes :
- L'Orcet (850 m) au-dessus de Hauteville
- Les Lésines (770 m) à la limite de Marais de Vaux
- Nantuy (740 m) à proximité des gorges de l'Albarine
- La Ragiaz (815 m) à la limite de Bois de l'Esclas
- Lacoux (800 m) au nord des gorges de l'Albarine
- La Bertinière (835 m) sur le plateau au nord des gorges de l'Albarine
- Longecombe (820 m) sur le plateau au sud des gorges de l'Albarine
- Grand Dergis (900 m) sur la chaîne de montagnes Dergis
- Sainte-Anne-de-Dergis (870 m) sur la chaîne de montagnes Dergis
- Dergis-Michaud (890 m) sur la chaîne de montagnes Dergis
- Cérarge (870 m) à l'ouest de Longecombe
- Pouvillieu (890 m) au sud de Longecombe

#### Logement
Le nombre total de logements dans la commune est de 1 985. Parmi ces logements, 81,4 % sont des résidences principales, 9,2 % sont des résidences secondaires et 9,4 % sont des logements vacants.
Ces logements sont pour 44,9 % des maisons individuelles, pour 49,2 % des appartements, les 5,9 % restant étant des logements d'un autre type. La proportion d'habitants propriétaires de leur logement est de 41,7 %, ce qui est inférieur à la moyenne nationale qui se monte à près de 55,3 %. En conséquence, le nombre de locataires est de 54,1 % sur l'ensemble des logements qui est, à l'inverse, supérieur à la moyenne nationale qui se situe à 39,8 %. On peut noter également que 4,1 % des habitants de la commune sont des personnes logées gratuitement alors qu'au niveau de l'ensemble de la France le pourcentage est de 4,9 %. Toujours sur l'ensemble des logements de la commune, 11,6 % sont des studios, 15,4 % sont des logements de deux pièces, 20,2 % en ont trois, 24,6 % des logements disposent de quatre pièces, et 28,1 % des logements ont cinq pièces ou plus.

## Toponymie

Ancien logo.

Hauteville est mentionné pour la première fois en 1137 dans un document écrit en latin sous la forme latinisé Alta Villa. Ensuite apparaît la forme Aute Ville en 1563. Il s’agit d'une formation toponymique médiévale tardive au sens apparent de « haute ville », c'est-à-dire « haut village » en ancien français. L'absence de H graphique dans l'attestation de 1563 est induite par une mode italianisante ou une influence franco-provençale. Ce H étant dû en langue d'oïl à l'influence du francique *hauh / *hoh sur le bas latin altu(s).
Lompnes a été créée par les comtes de Savoie au XIIe siècle dont toute la région dépendait depuis le XIe siècle. Elle est mentionnée sous la forme
Lomnes en 1268, castellum Lonnarum en 1277 et enfin Lompnes en 1281. Le toponyme est antérieur à la fondation officielle du village.
- Albert Dauzat et Charles Rostaing considèrent qu'il s’agit du nom de personne latin non attesté *Lumnus, d'après Lumnesius, porté par un autochtone, suivi du suffixe d'origine gauloise -acum marquant la propriété. Ils comparent Lompnas (Ain, Lonnax en 1141, Lompnacus en 1429) et Lompnieu (Ain, Longiacum en 1345)[12].
- Ernest Nègre préfère un nom de personne roman Longinus, suivi d'un suffixe roman -as[13].

Les premiers comparent Lompnes à Lompnas (Lompnacus 1429) pour en déduire la similarité du suffixe, c'est-à-dire -acum. Cette forme Lompnacus est rejetée par le second, vraisemblablement pour son caractère tardif, donc erroné. En outre, la forme évoluée du suffixe -acum dans la région est régulièrement -ieu comme dans Lompnieu (Longniacum 1345), d'où sa préférence pour le suffixe -as.

## Histoire

### Héraldique
| Blason de Hauteville-Lompnes | Blason  | D'argent au lion de gueules accompagné de quatre mouchetures d'hermine de sable ordonnées 1, 2 et 1, au vêtement d'azur chargé de quatre soleils aussi d'argent. |
| Blason de Hauteville-Lompnes | Détails | |

### Repères historiques

Quatre villages formant la commune.

Le plateau d'Hauteville, peuplé dès le Néolithique puis également pendant l'époque romaine, est une vallée haute et froide, que les textes du XIIe siècle appellent Vallis Canina.
Le 8 août 1859, Hauteville fut le lieu d'un incendie qui détruisit quatorze maisons en trois heures. En effet, celles-ci étaient faites avec des murs en pierre couverte de chaume. La propagation du feu était très rapide.
Les communes prirent une ampleur au niveau européen au XXe siècle lors de l'ouverture de centre pour les malades de la tuberculose. De nombreux sanatoriums étaient construits. Par la suite le plateau d'Hauteville souhaitait un tournant sur le plan économique mais également touristique.
Il fut décidé la construction d'un tramway en 1909. Une ligne provenait d'Ambérieu, l'autre descendait jusqu'à Tenay. Mais le relief escarpé obligea la construction de nombreux tunnels (dix-neuf au total). La ligne ne sera pas mise en service, car la construction fut interrompue lors de la Première Guerre mondiale.
La commune fut formée le 31 juillet 1942 par la réunion d'Hauteville et de Lompnes. Elle absorba également, le 1er septembre 1964, les communes voisines de Lacoux et Longecombe et devint ainsi, avec ses 5 034 hectares, la plus grande commune du département de l'Ain jusqu'en 2016 où Haut-Valromey la détrône avec ses 10 785 hectares.
Le 1er janvier 2019, la commune s'unit avec Cormaranche-en-Bugey, Hostiaz et Thézillieu pour former la commune nouvelle de Plateau d'Hauteville actée par un arrêté préfectoral du 12 décembre 2018, dont elle constitue une commune déléguée.

## Politique et administration

### Tendances politiques et résultats
Hauteville-Lompnes n'a pas de tendance politique marquée. En effet les mandats de maire ont permis une alternance des différents partis. Entre 1977 et 1989, le maire de la commune, Guy Saint Pierre était sans étiquette. Par la suite, de 1989 à 2001, la tendance s'est inversée pour un maire membre du PS, Bernard Maclet. Une nouvelle inversion a eu lieu de 2001 à 2008 avec Bernard Argenti, membre de l'UMP, puis le retour de Bernard Maclet lors des élections municipales de 2008 toujours sous l'étiquette du PS.
Sur le plan régional, national ou européen, il n'y a pas non plus de tendance. En effet lors des élections de 2002 et 2007 aux présidentielles et législatives, la tendance était d'un vote à droite, alors que pour les élections européennes, régionales et cantonales de 2004, la tendance des votes était à gauche.

### Résultats politiques
- Résultats électoraux en ligne sur le site du Ministère de l'Intérieur

Élections présidentielles, résultats des deuxièmes tours :
- élection présidentielle de 2007[17] : 57,29 % pour Nicolas Sarkozy (UMP), 42,71 % pour Ségolène Royal (PS), 84,69 % de participation.
- élection présidentielle de 2002[18] : 81,04 % pour Jacques Chirac (UMP), 18,96 % pour Jean-Marie Le Pen (FN), 93,52 % de participation.

Élections législatives, résultats des deuxièmes tours :
- élections législatives de 2007[19] : 58,73 % pour Étienne Blanc (UMP), 41,27 % pour Françoise Rigaud (PS), 53,11 % de participation.
- élections législatives de 2002[20] : 58,31 % pour Étienne Blanc (UMP), 41,69 % pour Hubert Bertrand (Radical de gauche), 56,96 % de participation.

Élections européennes, résultats des deux meilleurs scores :
- élections européennes de 2004[21] : 30,61 % pour Michel Rocard (PS), 17,65 % pour Françoise Grossetête (UMP), 96,75 % de participation.

Élections régionales, résultats des deux meilleurs scores :
- élections régionales de 2004[22] : 44,12 % pour Jean-Jack Queyranne (LGA), 40,27 % pour Anne-Marie Comparini (LDR), 71,13 % de participation.

Élections cantonales, résultats des deuxièmes tours :
- élections cantonales de 2004[23] : 52,27 % pour Jacques Rabut (DVG), 47,73 % pour Bernard Argenti (UMP), 72,53 % de participation.

Élections municipales, résultats des deuxièmes tours :
- élections municipales de 2008[24] : Bernard Maclet est élu pour un troisième mandat de maire, 71,17 % de participation.
- élections municipales de 2001 : Bernard Argenti est élu pour un premier mandat de maire.

Référendums :
- référendum de 2005 relatif au traité établissant une Constitution pour l'Europe[25] : 57,46 % pour le non, 42,54 % pour le oui, 69,10 % de participation.

### Liste des maires
Ci-dessous, la liste des maires des communes de Hauteville et Lompnes avant leur fusion en 1942, de Lacoux et Longecombe avant leur rattachement à Hauteville-Lompnes en 1964 ainsi que d'Hauteville-Lompnes depuis 1942.
| Période                                  | Période      | Identité          | Étiquette | Qualité                            |
| ---------------------------------------- | ------------ | ----------------- | --------- | ---------------------------------- |
| janvier 1942                             | 1944         | Frédéric Dumarest |           | médecin                            |
| avril 1944                               | 1944         | Joseph Viallaz    |           |                                    |
| juin 1944                                | 1944         | Frédéric Dumarest |           | médecin                            |
| octobre 1944                             | 1946         | Albert Farjon     |           |                                    |
| avril 1946                               | 1946         | Auguste Dumarest  |           |                                    |
| mai 1946                                 | 1977         | Jean Le Tacon     |           |                                    |
| mars 1977                                | 1989         | Guy Saint Pierre  | SE        | médecin phtisiologue et psychiatre |
| mars 1989                                | 2001         | Bernard Maclet    | PS        |                                    |
| mars 2001                                | 2008         | Bernard Argenti   | DL, UMP   | agriculteur                        |
| mars 2008                                | 2013         | Bernard Maclet    | PS        | 1er secrétaire fédéral du PS       |
| juillet 2013                             | 2014         | Monique Lyaudet   | DVG       |                                    |
| avril 2014                               | janvier 2019 | Bernard Argenti   | UDI       |                                    |
| Les données manquantes sont à compléter. |              |                   |           |                                    |

| Période      | Période  | Identité         | Étiquette | Qualité     |
| ------------ | -------- | ---------------- | --------- | ----------- |
| janvier 2019 | mai 2020 | Bernard Argenti  | UDI       | agriculteur |
| mai 2020     | En cours | Didier Bourgeais |           |             |

### Jumelages
| \| Ronneburg Hauteville-Lompnes \| Localisation des villes de Ronneburg et d'Hauteville-Lompnes. |
| Ronneburg Hauteville-Lompnes                                                                     |

La commune a développé une association de jumelage qui a pour but de favoriser les échanges scolaires, sportifs, culturels, sociaux entre les communes et d'organiser des rencontres, des visites ou des séjours de délégations européennes de la ville jumelle.
Hauteville est jumelé avec :
- Ronneburg (Allemagne) depuis le 13 novembre 2000 qui est une commune située à 1 000 kilomètres d'Hauteville, dans le land de Thuringe[29] (arrondissement de Greiz, en ex-Allemagne de l'Est).

## Population et société

### Démographie

#### Évolution démographique
L'évolution du nombre d'habitants est connue à travers les recensements de la population effectués dans la commune depuis 1793. Pour les communes de moins de 10 000 habitants, une enquête de recensement portant sur toute la population est réalisée tous les cinq ans, les populations de référence des années intermédiaires étant quant à elles estimées par interpolation ou extrapolation. Pour la commune, le premier recensement exhaustif entrant dans le cadre du nouveau dispositif a été réalisé en 2006.
En 2020, la commune comptait 3 637 habitants, en évolution de −5,01 % par rapport à 2014 (Ain : +5,15 %, France hors Mayotte : +2,11 %).
| 1793 | 1800 | 1806 | 1821 | 1831 | 1836 | 1841 | 1846 | 1851 |
| ---- | ---- | ---- | ---- | ---- | ---- | ---- | ---- | ---- |
| 734  | 674  | 687  | 662  | 770  | 673  | 686  | 732  | 797  |

| 1856 | 1861 | 1866 | 1872 | 1876 | 1881 | 1886 | 1891 | 1896 |
| ---- | ---- | ---- | ---- | ---- | ---- | ---- | ---- | ---- |
| 772  | 763  | 798  | 755  | 775  | 750  | 779  | 708  | 729  |

| 1901 | 1906 | 1911 | 1921  | 1926  | 1931  | 1936  | 1946  | 1954  |
| ---- | ---- | ---- | ----- | ----- | ----- | ----- | ----- | ----- |
| 908  | 973  | 942  | 1 083 | 1 535 | 2 198 | 2 673 | 4 494 | 5 419 |

| 1962  | 1968  | 1975  | 1982  | 1990  | 1999  | 2006  | 2011  | 2016  |
| ----- | ----- | ----- | ----- | ----- | ----- | ----- | ----- | ----- |
| 3 806 | 3 841 | 4 083 | 3 597 | 3 895 | 3 662 | 4 125 | 3 971 | 3 650 |

| 2020  | - | - | - | - | - | - | - | - |
| ----- | - | - | - | - | - | - | - | - |
| 3 637 | - | - | - | - | - | - | - | - |

Lors du premier recensement de 1793, le nombre d'habitants dans la commune était de sept-cent-trente-quatre. Ce nombre est resté relativement stable jusqu'à la période de l'entre-deux-guerres où une nette augmentation a lieu. Elle se retrouve accentuée en 1942, lors de la fusion des communes d'Hauteville et Lompnes avec un maximum de cinq-mille-quatre-cent-dix-neuf habitants recensés en 1954. Ensuite, l'exode rural, mais surtout la fin des sanatoriums ont provoqué une désertion de cette commune avec seulement trois-mille-huit-cent-quarante-et-un habitants en 1962. L'hégémonie industrielle des communes environnantes tel Oyonnax ou Ambérieu-en-Bugey en est l'une des causes. Ce chiffre de population reste stable avec trois-mille-six-cent-soixante-deux habitants lors du recensement de 1999 et quatre-mille-cent-vingt-cinq habitants en 2006.

#### Pyramide des âges
Évolution de la pyramide des âges de la commune d'Hauteville-Lompnes, comparaison entre l'année 1999 et 1982 :
| Hommes | Classe d’âge | Femmes |
| ------ | ------------ | ------ |
| 143    | 75 à plus    | 263    |
| 256    | 60 à 74      | 326    |
| 490    | 40 à 59      | 418    |
| 433    | 20 à 39      | 525    |
| 385    | 0 à 19       | 414    |

| Hommes | Classe d’âge | Femmes |
| ------ | ------------ | ------ |
| 78     | 75 à plus    | 152    |
| 254    | 60 à 74      | 297    |
| 440    | 40 à 59      | 471    |
| 544    | 20 à 39      | 585    |
| 388    | 0 à 19       | 383    |

Ces pyramides permettent d'observer un vieillissement de la population. En effet, en 1982, la majorité de la population, par tranche d'âge, se situait entre 20 et 39 ans, que ce soit pour les hommes ou les femmes. En 1999, soit 17 ans plus tard, la tranche d'âge la plus peuplée pour les hommes est celle des 40 à 59 ans avec un total de 490 personnes, contre 433 de 20 à 39 ans.
Le total des personnes de plus de 75 ans a presque doublé entre 1982 et 1999.

### Enseignement
La commune est dotée de sept établissements scolaires. Quatre sont des écoles élémentaires et maternelles. Il existait en 2007 et en 2008 quatre classes pour la maternelle, le nombre d'enfants y étant inscrit était de 123 en 2007 et de 108 à la rentrée 2008. L'effectif des enfants inscrits à l'école primaire était de 166 en 2007 et de 152 en 2008.
Il y a également le collège Paul-Sixdenier qui comptait 273 élèves lors de la rentrée 2008, et deux écoles paramédicales permettant une formation d'aide-soignant et d'infirmier.

### Santé
Trois pharmacies se trouvent à Hauteville, mais également plus d'une dizaine d'infirmiers et deux cabinets de dentiste. Des médecins sont également présent dans les différents centres et en cabinets privés.
Hauteville-Lompnes se situe entre plusieurs centres hospitaliers : il y a celui du Haut Bugey à Oyonnax. Ce bâtiment ouvert en 2007 a permis le regroupement des hôpitaux d'Oyonnax et de Nantua qui dataient de l'avant-guerre, mais également une mise aux normes de leurs infrastructures. Il y a également la clinique mutualiste d’Ambérieu-en-Bugey ou encore le centre hospitalier Docteur-Récamier à Belley.

### Sports

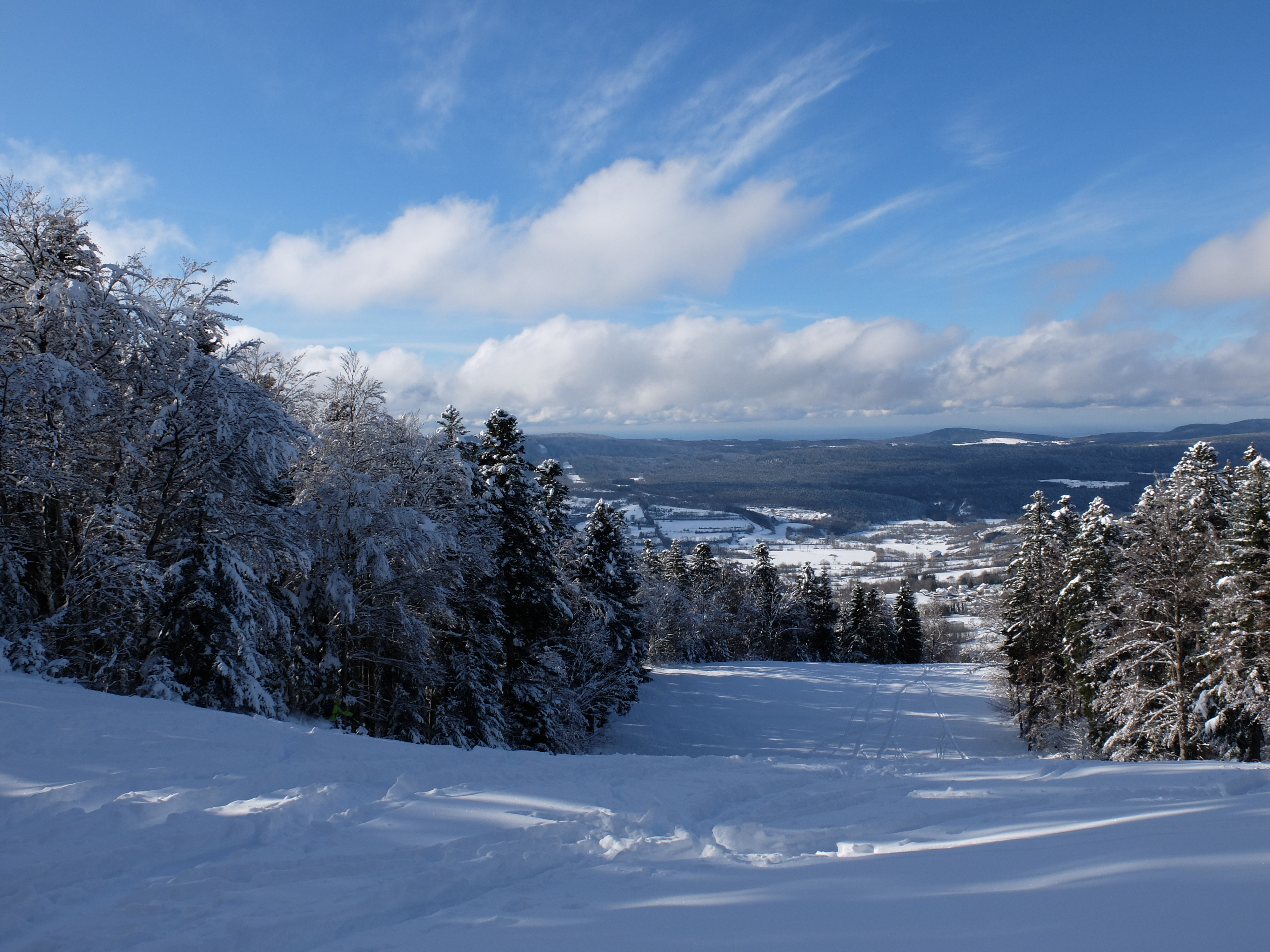
Piste du domaine de la Terre Ronde

Les installations sportives se trouvent au complexe sportif de Hauteville qui comprend un stade de foot, de rugby, une salle de basket et volley, une salle de judo, une piscine couverte, un gymnase.
La commune est également munie de quatre téléskis sur le domaine de Terre Ronde, desservant une piste verte, deux pistes bleues, quatre pistes rouges et une piste noire. La station s'étend de 925 m à 1 194 m d'altitude et fonctionne principalement lors des vacances d'hiver.

### Médias
Le journal Le Progrès propose une édition locale aux communes du Haut-Bugey. Il paraît du lundi au dimanche et traite des faits divers, des évènements sportifs et culturels au niveau local, national et international. La chaîne France 3 Rhône Alpes Auvergne est disponible dans la région. RCF Pays de l'Ain est une radio locale. Journal du Bugey propose une édition hebdomadaire avec une parution le jeudi qui regroupe les communes du Plateau ; il traite les faits divers, les évènements sportifs et culturels au niveau local. L'hebdomadaire Voix de l'Ain, qui paraît le vendredi, propose également une édition locale pour le Bugey, consacrant en général deux pages au plateau d'Hauteville.

### Personnalités liées à la commune
- Ernest Garnier (1858-1932), a vécu à Hauteville, à la Villa du Marronnier.
- Benoît Carrara[39], né à Hauteville le 7 mai 1926, est un spécialiste du ski de fond qui possède plusieurs titres de champion de France. Il participe aux Jeux olympiques d'hiver de 1948, de 1952, de 1956, avant d'être porte-drapeau français aux Jeux olympiques d'hiver de 1960.
- Joseph Carrara[39], né à Hauteville le 9 mars 1938 et mort le 13 juillet 2024, est cycliste professionnel à partir de 1962 et participe au Tour de France, au Tour d'Italie dont il remporta une étape après une échappée solitaire de 216 kilomètres. Il remporte le Tour de Catalogne en 1964 et met un terme à sa carrière professionnelle à l'âge de 29 ans en 1967.
- Roger Pingeon[39], né à Hauteville le 28 août 1940 et mort le 19 mars 2017, est un cycliste professionnel, vainqueur notamment du Tour de France en 1967 et du tour d'Espagne en 1969.
- Roger Pires[39], né à Hauteville le 12 octobre 1940, est un skieur qui possède plusieurs titres de champion de France sur les courses de moyennes distances, en 1963, 1964, 1966, 1967 et 1968 sur l'épreuve des 15 kilomètres et en 1965 sur l'épreuve des 30 kilomètres. Il participe deux fois aux Jeux olympiques en 1964 et en 1968.
- Félix Mangini (1836-1902) n'est pas né à Hauteville, mais à Lyon dans le Rhône. Ingénieur, c'est lui qui est à l'origine du centre médical, originellement un sanatorium, qui porte son nom.
- Christian Quesada (1964-), dit « Le professeur », candidat ayant fait le plus de participations dans un jeu télévisé en France. Il est connu pour sa participation aux Douze Coups de midi présenté par Jean-Luc Reichmann.
- René Bouvret (1920-1944), Compagnon de la Libération[40], s'est suicidé à Hauteville le 4 janvier 1944 pour ne pas être pris par la Gestapo.

## Économie
La commune se développe autour de plusieurs activités.
En premier lieu se situent les établissements de santé, avec plusieurs maisons de repos et de convalescence qui sont établies sur le territoire communal. L'invention de la streptomycine (et autres antibiotiques anti-tuberculeux) a mis fin aux épidémies de tuberculose… et à l'existence des sanatoriums. Certains se sont reconvertis en centres médicaux spécialisés dans la rééducation physique ou neurologique.
Le tourisme fait également partie des activités économiques de cette commune : des pistes de ski de descente et de fond ainsi que des randonnées en raquette sont proposées durant les périodes d'enneigement. Durant l'été d'autres activités sont possibles comme le cyclisme, le VTT, la randonnée et la pêche.
La carrière d’Hauteville-Lompnes est exploitée depuis 1840. Elle fournit du calcaire ambré utilisé pour les dallages et les placages. Cette pierre est exportée dans le monde entier et notamment pour des bâtiments célèbres tels que l’Empire State Building, le Capitole à Washington, l’escalier de la Maison-Blanche, le palais de l’Escurial en Espagne, le palais de Chaillot à Paris ou l’autel de la basilique de Lourdes. L’affirmation que l'on aurait utilisé de la pierre d’Hauteville-Lompnes dans la construction du socle de la statue de la Liberté à New York est fortement contestée. Celui-ci est en fait constitué de béton et de granit provenant du Connecticut.
D'autres activités sont également présentes :
- l'exploitation forestière : la surface forestière de la commune est de 220 hectares ;
- les pâturages ;
- l'élevage de bovins ;
- les fromageries : les anciennes fruitières du Plateau ont été reconverties, sauf celle de Brénod qui est encore en activité et produit un excellent comté.

### Revenus de la population et fiscalité
Selon l'enquête de l'INSEE en 1999, les revenus moyens par ménage sont de l'ordre de 14 692 € par an, ce qui est légèrement inférieur à la moyenne nationale qui s'élève à 15 027 € par an. Par ailleurs, aucun foyer n'est soumis à l'impôt de solidarité sur la fortune (ISF) à Hauteville-Lompnes.

### Emploi
En 1999, la population d'Hauteville-Lompnes se répartissait à 43,7 % d'actifs, ce qui est légèrement inférieur au 45,2 % d'actifs de la moyenne nationale ; 23,3 % de retraités, un chiffre supérieur au 18,2 % national. On dénombrait également 21,9 % de jeunes scolarisés et 11,1 % de personnes sans activité.
Le taux d'activité de la population des 20 à 59 ans d'Hauteville-Lompnes était de 83 %, avec un taux de chômage de 5,8 %, donc bien inférieur à la moyenne nationale de 12,9 % de chômeurs.
|                             | Agriculteurs | Artisans, commerçants, chefs d'entreprise | Cadres, professions intellectuelles | Professions intermédiaires | Employés | Ouvriers |
| --------------------------- | ------------ | ----------------------------------------- | ----------------------------------- | -------------------------- | -------- | -------- |
| Hauteville-Lompnes          | 1,5 %        | 8 %                                       | 5,3 %                               | 21,6 %                     | 38,9 %   | 24,6 %   |
| Moyenne nationale           | 2,4 %        | 6,4 %                                     | 12,1 %                              | 22,1 %                     | 29,9 %   | 27,1 %   |
| Sources des données : INSEE |              |                                           |                                     |                            |          |          |

### Entreprises
En 2004, on dénombre 189 entreprises dont la majorité de commerces (50), d'éducation, santé, action sociale (44) et de services aux particuliers (31).
Ces chiffres montrent que la commune vit essentiellement du tourisme et de ses établissements de santé, qui sont essentiellement des maisons de repos et des centres de rééducation.
Dix-sept entreprises ont été créées en 2004, ce qui classe la commune au 2766e rang national des créations d'entreprise.

### Commerces
On trouve à Hauteville des services alimentaires : épiceries, boulangeries, boucheries. Plus d'une dizaine de restaurants marquent l'aspect touristique de cette commune qui propose aussi d'autres commerces tels les librairies, les deux bureaux de tabac, les quelques cafés ou encore les salons de coiffure.
Un bureau de poste est également ouvert dans la commune.

## Culture locale et patrimoine

### Lieux et monuments
- Le château d'Angeville, avec ses quatre tours pointues, se situe au sommet d'une bute au centre du village. Il a été reconstruit en 1640 sur les ruines d'un château fort du XIIe siècle. Aujourd'hui, il abrite un centre de rééducation fonctionnelle.
- La commune ayant été un lieu de résistance, plusieurs monuments aux victimes de la guerre de 14-18 de 1939-45 sont présents.
- On peut également observer des cadrans solaires[46]. Il en existe une soixantaine disposée sur tout le plateau.
- Une fontaine du XIXe siècle est présente à Lompnes.
- Le haut de la bute du village de Longecombe est le lieu des vestiges d'un château du XIIe siècle. Ce village possède également une statue de la Vierge datant du XIXe siècle.

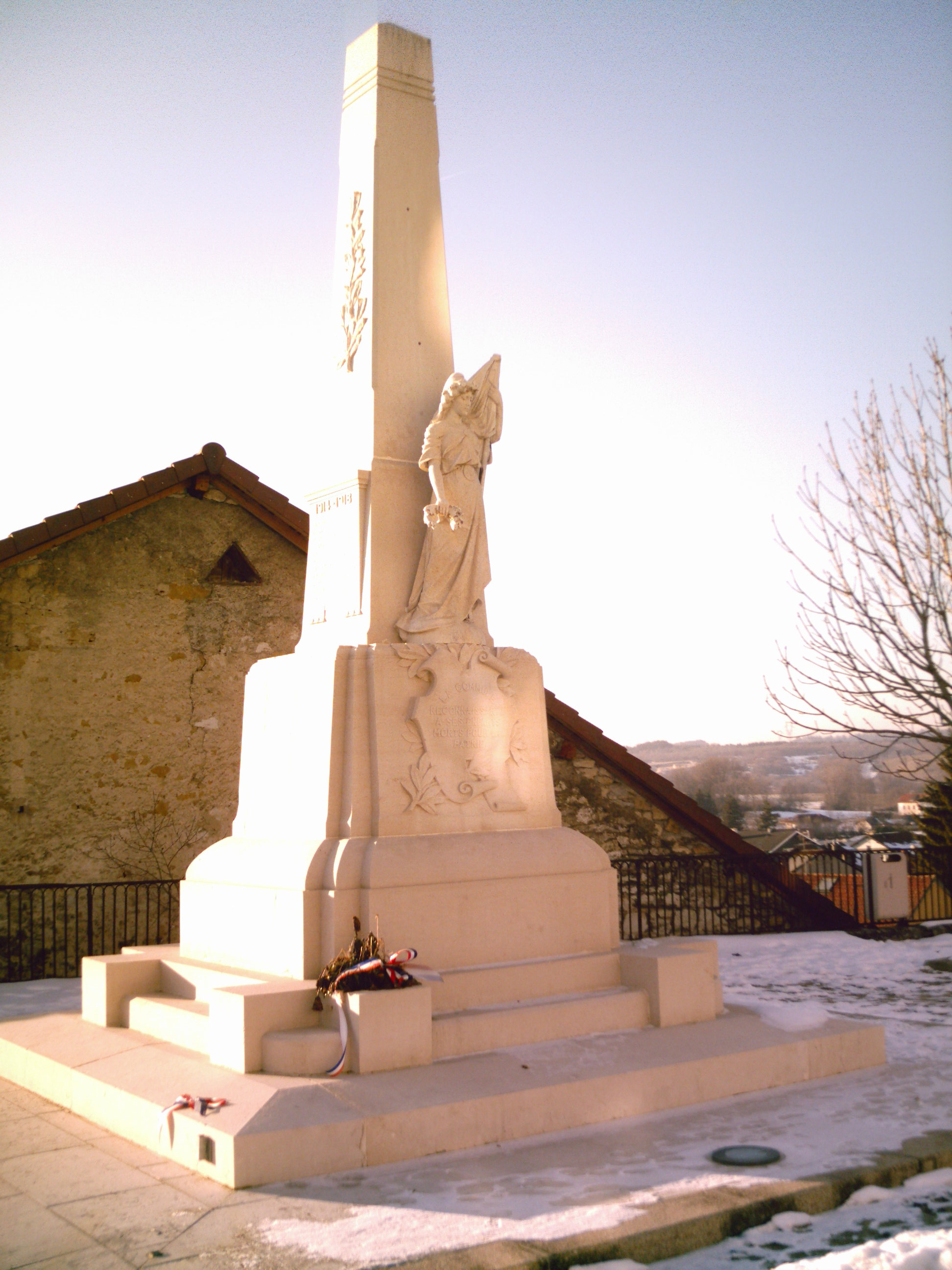
Un monument aux morts

La commune actuelle étant le regroupement de quatre anciennes communes indépendantes, le patrimoine religieux s'en trouve très développé :
- Église Notre-Dame datant du XIXe siècle avec porche XVIIe. Hormis le vitrail situé au-dessus du porche, tous les vitraux de la nef et du chœur sont de Jacques Bony, peintre-verrier (1918-2003), qui a également réalisé certains vitraux de la cathédrale de Saint-Dié-des-Vosges (88).

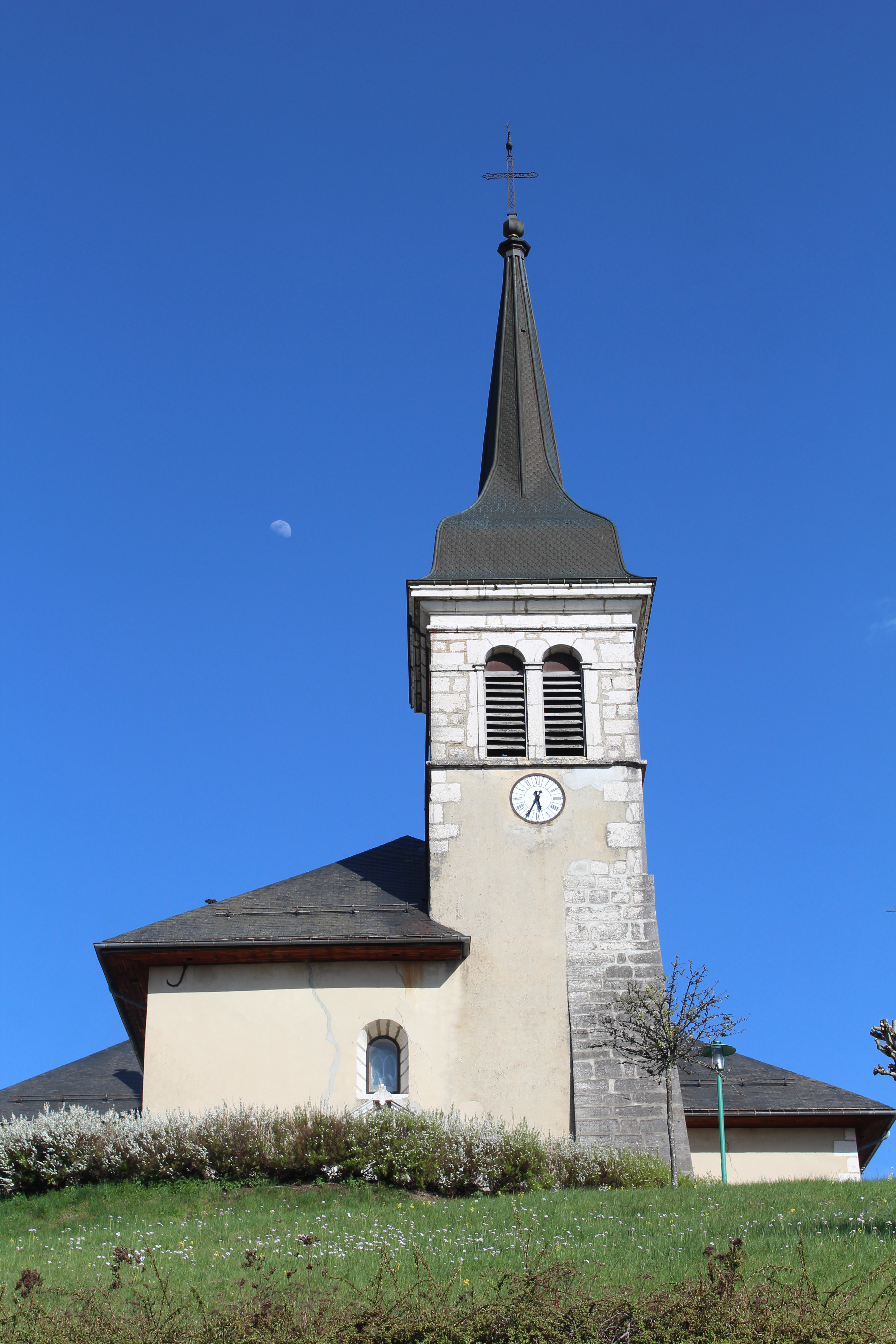
L'église d'Hauteville
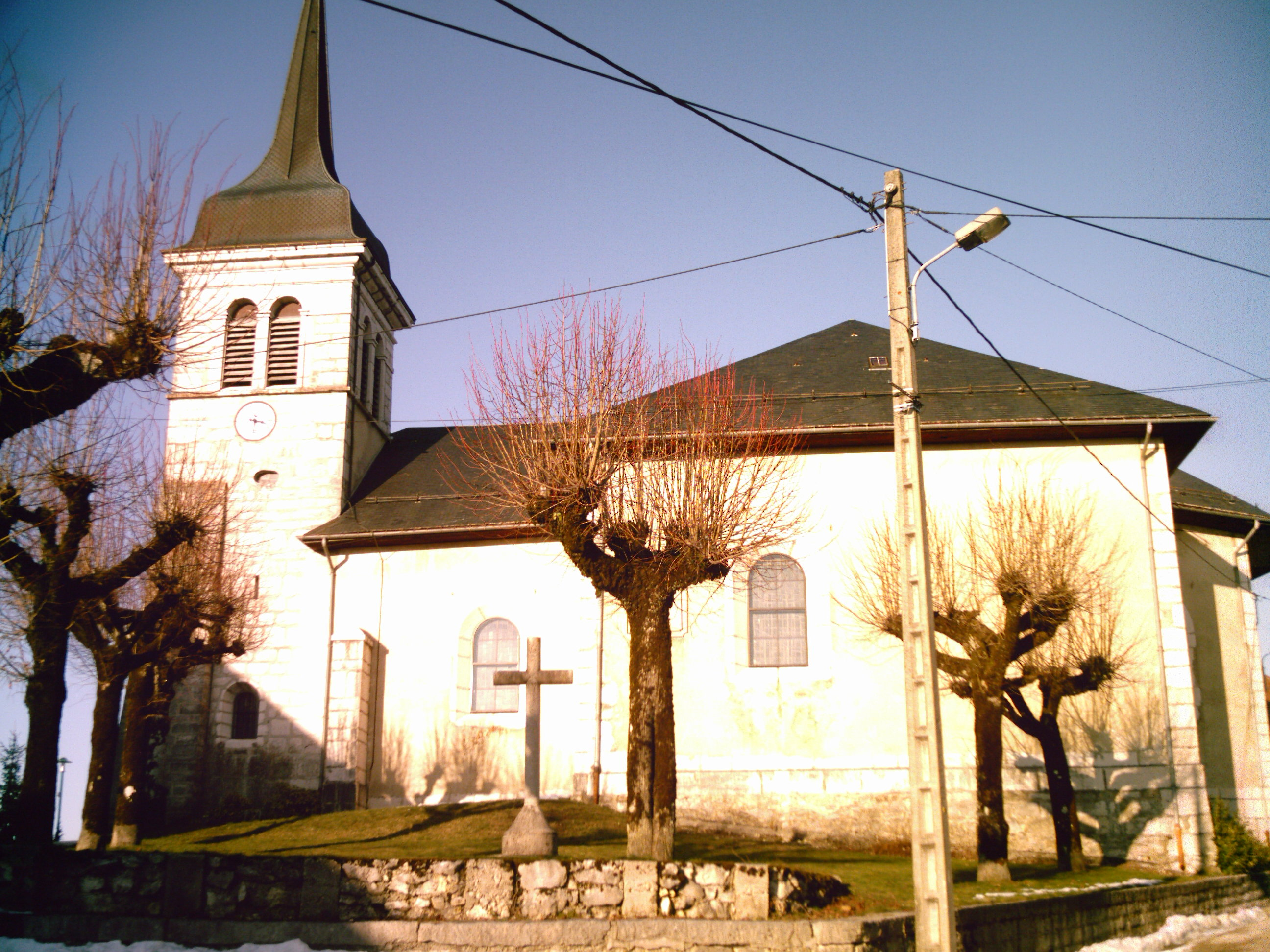
Vue latérale
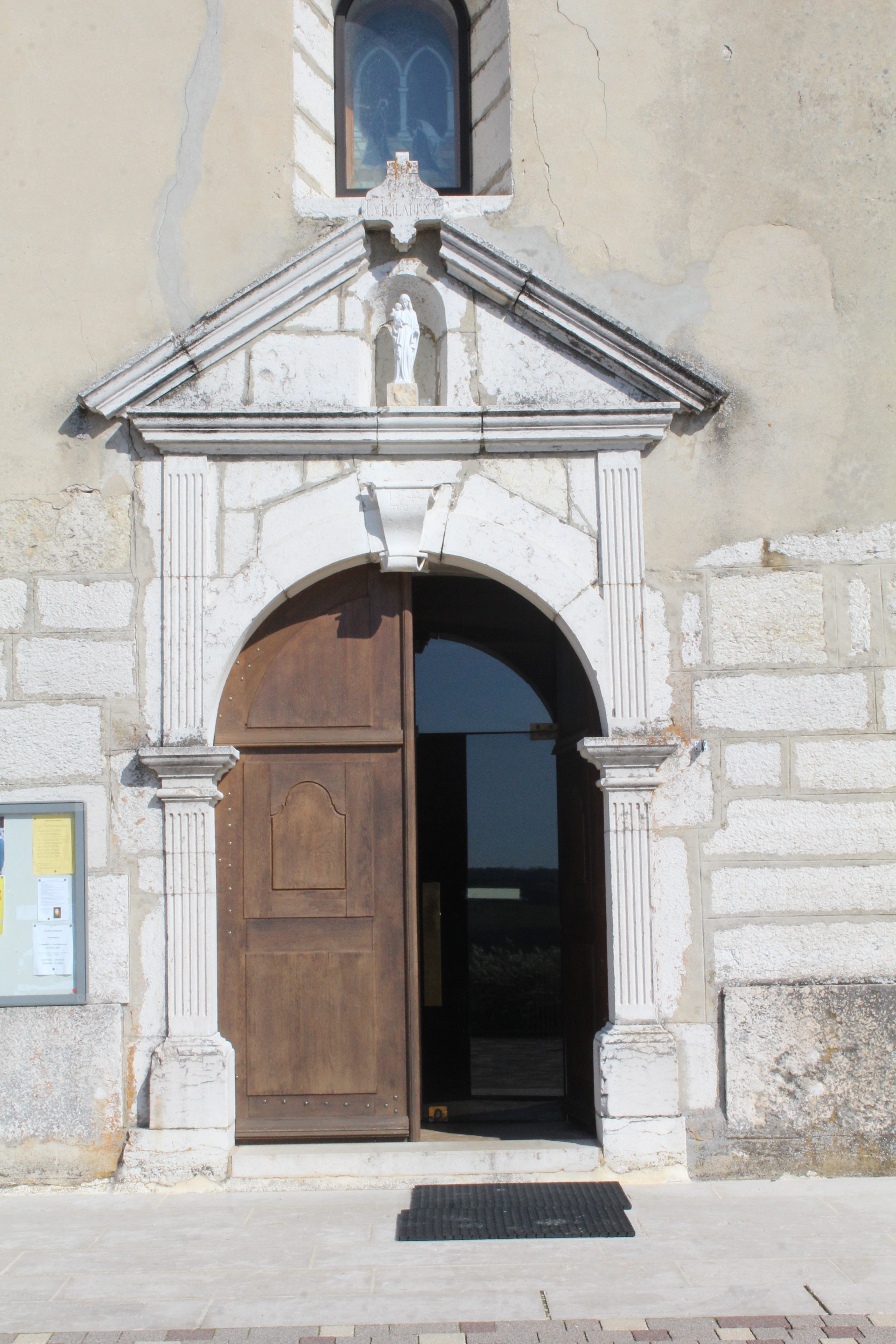
L'entrée

- Église de Longecombe datant du XVIIe siècle et possédant un chœur gothique flamboyant, une nef classique et des statues en bois du XVIIIe siècle.
- Église de Lacoux.
- Chapelle Saint-Pierre de Lompnes de style roman. Il n'existe aucune trace de sa fondation[46], elle était une annexe de l'église d'Hauteville.
- Chapelle Notre-Dame de Mazières, datant du XVIe siècle, reconstruite au XIXe siècle, au milieu de la forêt.

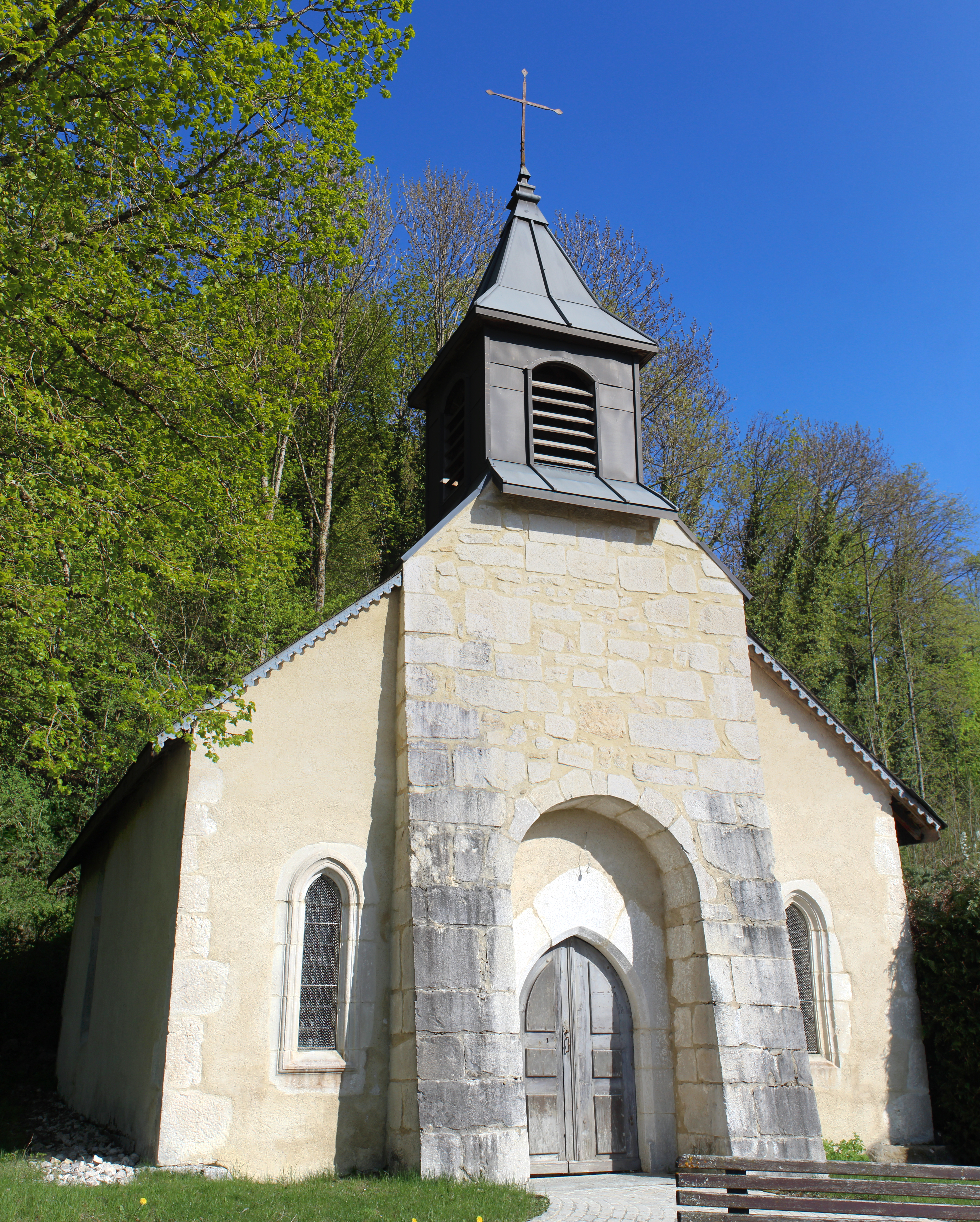
La chapelle de Saint-Pierre de Lompnes
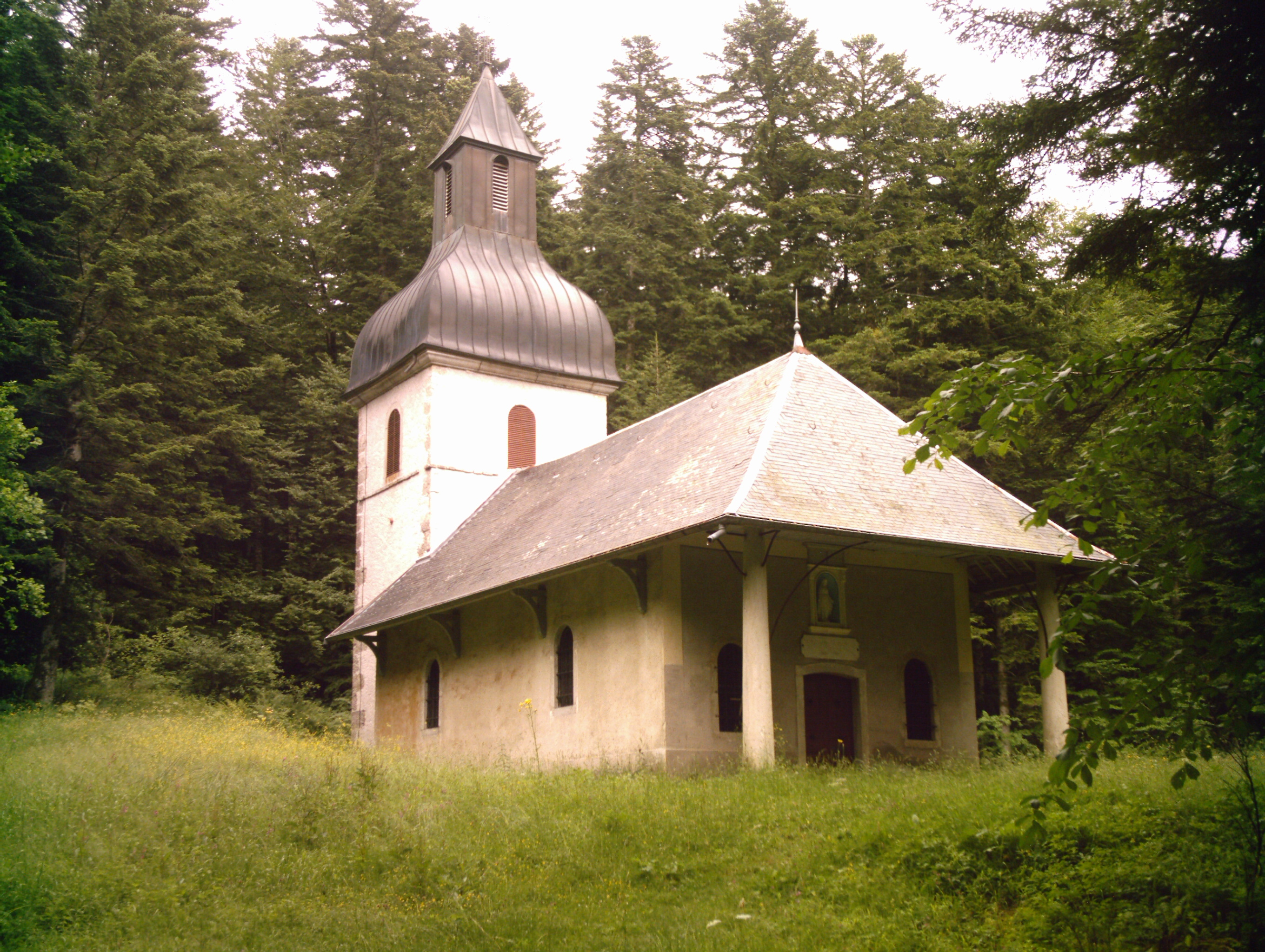
Chapelle Notre-Dame de Mazières
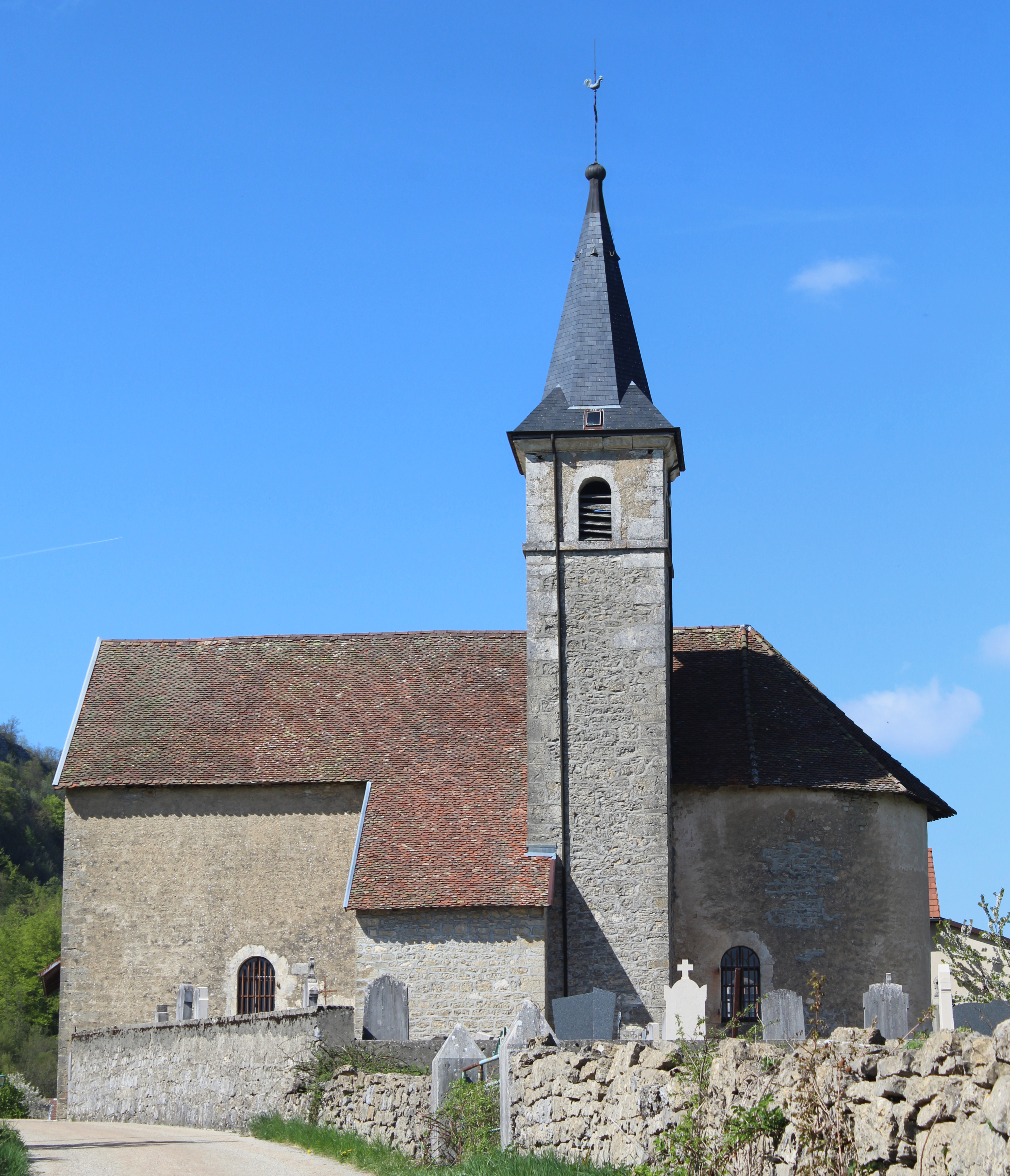
Église Saint-Étienne de Lacoux
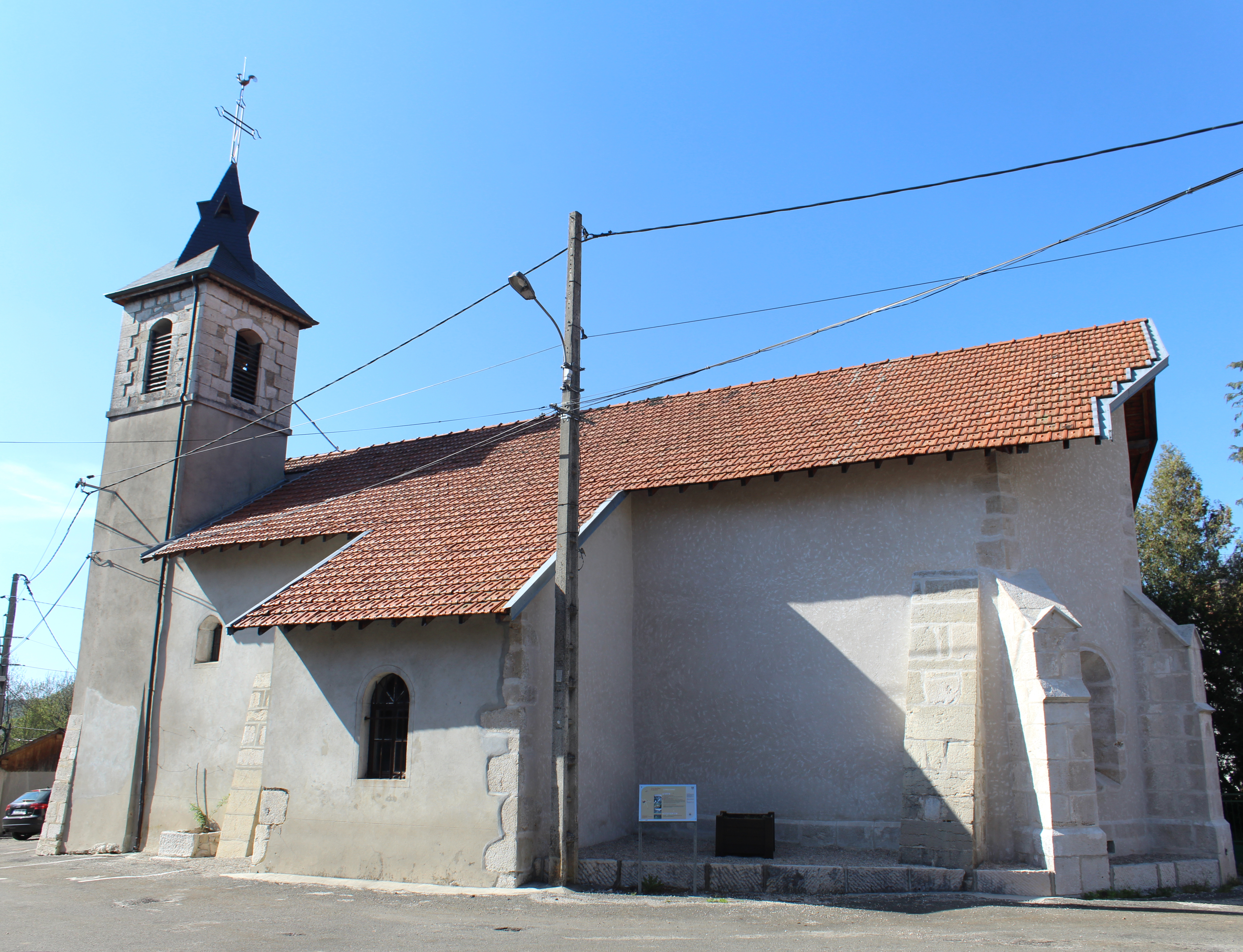
Église Saint-Pierre de Longecombe

- Église XVIIe siècle à Corlier.
- Temple.

### Patrimoine naturel
- Le belvédère de Curnillon, situé à 1 102 mètres d'altitude, est accessible par route puis sentier. On peut par exemple effectuer la montée du col de la Rochette (1 112 m) et partir à pied pour le belvédère depuis le site nordique de la Praille (où on peut trouver parking et commodités). Ce belvédère offre un panorama sur le plateau d'Hauteville en direction de l'ouest. Une table d'orientation y est placée.

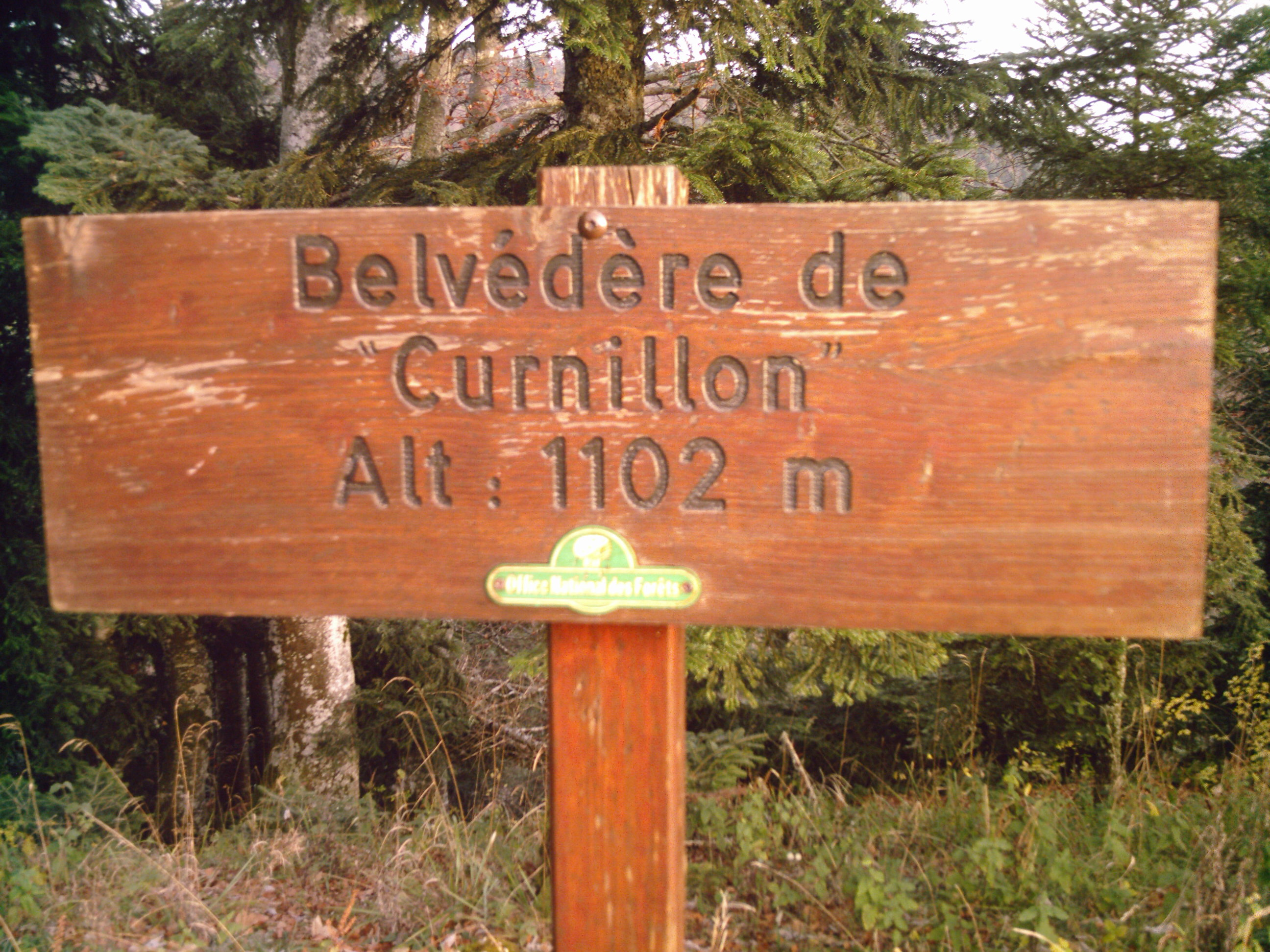
Belvédère de Curnillon

- L'étang des Lésines est un lieu de pêche et de randonnée.

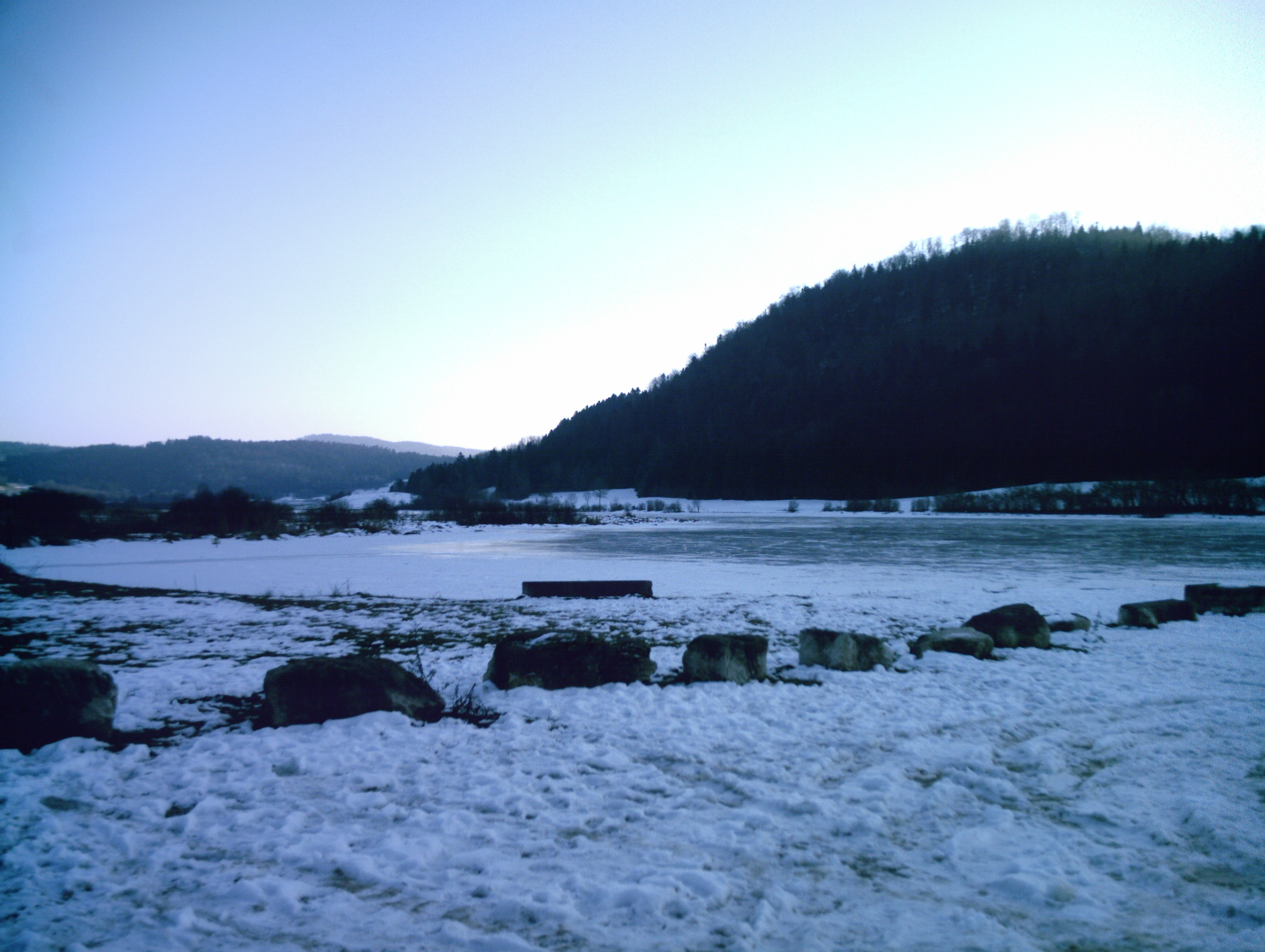
L'étang des Lésines gelé

- Le marais de Vaux est une zone naturelle de 100 ha, où de nombreuses espèces végétales et oiseaux cohabitent.
- Le trou de la Marmitte est une curiosité géologique sur le mont Rochette qui a été creusé par l'érosion d'une cascade.
- La cascade de la Charabotte permet à l'Albarine de sauter du plateau d'Hauteville jusque dans la vallée de l'Ain. Cette cascade, majestueuse par temps de pluie, est composée de 3 sauts. Pendant les périodes sèches, celle-ci se retrouve sans débit car l'Albarine se retrouve infiltrée dans les sols en amont.
- Non loin de la cascade se trouvent les restes de la construction d'une voie de tramway en 1909 qui est restée inachevée à cause du prix et du labeur subi par les ouvriers. Néanmoins, dix-huit tunnels sont percés au flanc de la gorge de l'Albarine.

### Patrimoine culturel

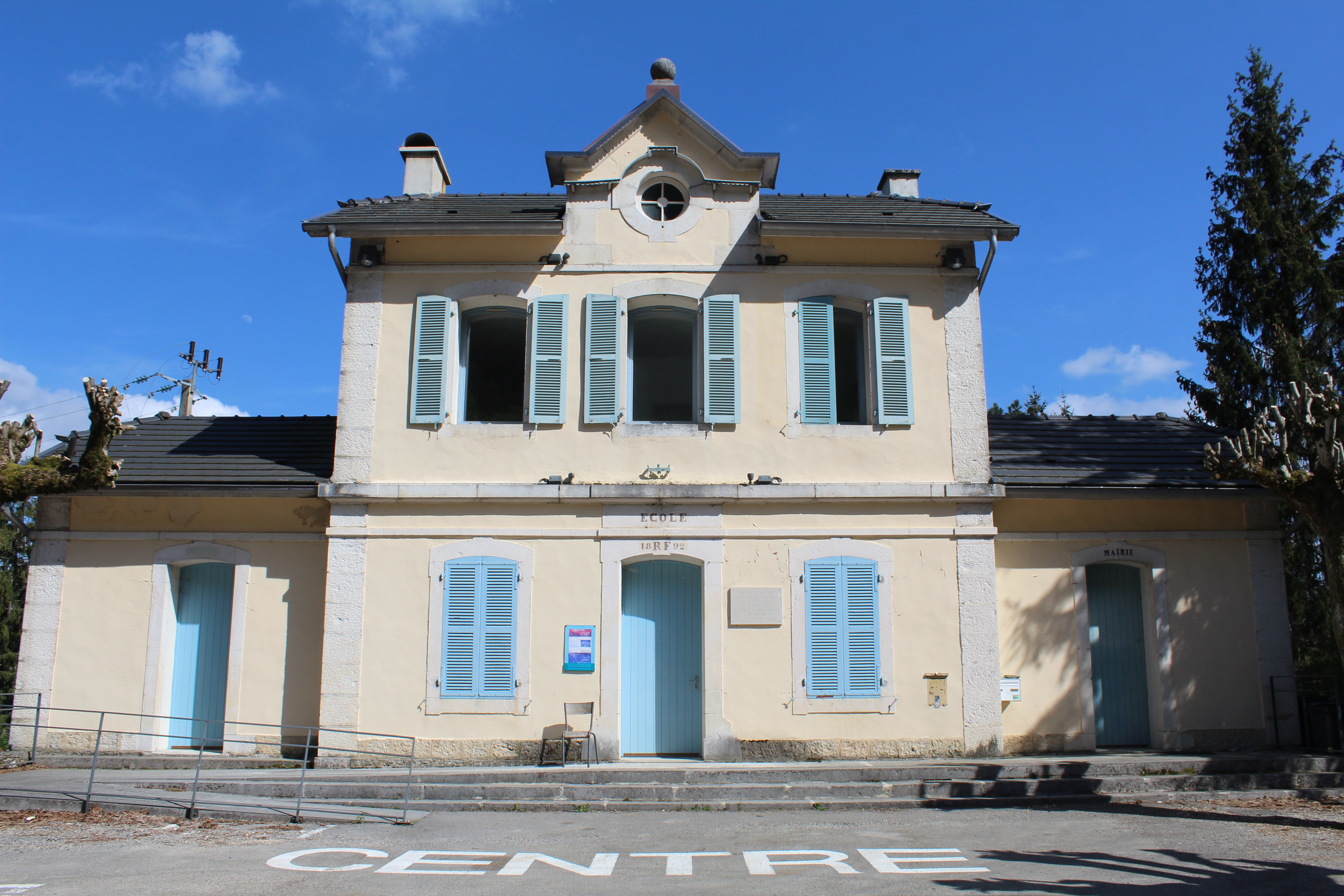
Centre d'art dans l'ancienne école de Lacoux.

Le centre d'art contemporain, fondé en 1971 par les artistes Fred Deux et Cécile Reims dans l'ancienne école communale du village de Lacoux, se veut un véritable laboratoire des arts vivants.
Il propose des expositions, des ateliers, des visites guidées et monte des projets culturels en lien avec les établissements scolaires de la région.